# Джилоан Хамад
Джилоан Мохамед Хамад (швед. Jiloan Mohamed Hamad / араб. جيلوان حمد; нар. 6 листопада 1990, Баку, Азербайджанська РСР) — іракський та шведський футболіст, вінґер клубу Першої ліги Хорватії «Гориця» та національної збірної Іраку. Народився в Азербайджані, але має іракське коріння, Хамад переїхав до Швеції, де грав за юнацькі, молодіжну й національну збірні цієї країни, але згодом вирішив представляти на міжнародній арені Ірак.

## Ранні роки та особисте життя
Народився в Азербайджані, але має курдське коріння. Його родина походить з міста Ранія, Іракський Курдистан. Родина намагалася отримати статус біженця в Туркменістані та Росії, перш ніж у 1992 році разом з 2-річним Джиоланом не оселилася в Швеції. Мохаммед Хамад, батько Джилоана, 15 років був партизаном у курдській пешмерзі, перш ніж разом із дружиною та дітьми втік із Іраку.

## Клубна кар'єра

### «Форвард»
Джилоан Хамад розпочав свою футбольну кар'єру в місцевому клубі «Форвард» в Еребру, де він і виріс. Дебютував за першу команду 2006 року (у віці 16 років) у шведському Дивізіоні 1 (третій дивізіон шведського чемпіонату). Протягом двох сезонів, проведених у команді, зіграв 23 матчі, в яких відзначився 8-ма голами. У цей період виступав у клубі разом зі своїм давнім другому дитинства, з Джиммі Дурмазом, який згодом перейшов у «Мальме». Перед переходом до сканійської команди йому відмовили місцевий гранд «Еребру», клуб посилався на те, що Хамад «був занадто низьким».

### «Мальме»

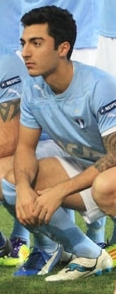
Джилоан Хамад під час виступів у «Мальме» (2011)

У грудні 2007 року Хамад перейшов з «Форварда» в «Мальме». Дебютував в Аллсвенскані 17 вересня 2008 року в програному (0:4) поєдинку проти «Ельфсборга». Провівши лише один матч за клуб у 2008 році, Хамад здійснив прорив у 2009 році, коли зіграв 20 матчів та відзначився двома голами. У 2010 році разом з товаришем по команді Джиммі Дурмазом боровся за місце лівого півзахисника. У підсумку Хамад зіграв 27 матчів, хоча лише 10 починав зі стартовому складі, більшість з яких грав як правий півзахисник. В останньому турі сезону 2010 року відзначився переможним голом проти М'єльбю, який забезпечив чемпіонський титул, на наступний день після свого 20-річчя.
У 2011 році Джиолан розпочав сезон із травмами та пропустив його старт. Він видужав та виборов місце правого півзахисника після того, як товариша по команді Гільєрмо Молінс проданий в літньому трансферному вікні 2011 року. Хамад також брав участь у кампанії клубу в кваліфікації Ліги чемпіонів УЄФА 2011/12 та відзначився голом, який вивів клуб у плей-оф після нічийного результату вдома проти «Рейнджерс». Продовжував виступати в Європі, оскільки клуб пройшов у груповий етап Ліги Європи УЄФА 2011/12 після поразки в раунді плей-оф Ліги чемпіонів. По ходу сезону 2011 року Хамад підписав новий контракт з клубом, до кінця сезону 2013 року.
Джиолан зіграв усі 30 матчів чемпіонату за «Мальме» протягом сезону 2012 року. Також відзначився 6-ма голами, найкращий бомбардирський результат з моменту переходу в «Мальме». Хамад також був капітаном у більшості матчів команди. Колишній капітан Даніель Андерссон завершив кар'єру в збірній, щоб зосередитися на тренерській роботі, до початку сезону, а новий капітан Ульріх Вінценц отримав обмежений час на полі.
Сезон 2013 року став першим та єдиним сезоном Джилоана на посаді штатного капітана клубу. Загалом провів 28 матчів та відзначився 8-ма голами в лізі. Також грав усі матчі за клуб в кваліфікації Ліги Європи УЄФА 2013/14 та відзначився двома голами. Деякі його голи на початку сезону стали вирішальними, 14 квітня 2013 року відзначився єдиним голом у домашньому поєдинку проти «Кальмара», через тиждень повторив аналогічне досягнення у виїзному поєдинку проти АІКа. «Мальме» забезпечив собі титул за один тур до початку змагань у чемпіонаті, а Хамад зміг виграти Кубок Леннарта Йоханссона 3 листопада 2013 року після останньої домашньої перемоги над «Сиріанска». Останнім його матчем за клуб став Суперкубок Швеції 2013 року проти «Гетеборга», який «Мальме» виграв зрахунком 3:2. За свої виступи в сезоні аллсвенскан 2013 виграв звання півзахисника року, а також був номінований на звання найціннішого гравця року.

### «Гоффенгайм 1899»
30 жовтня 2013 року клуб німецької Бундесліги «Гоффенгайм 1899» підтвердив безоплатний перехід Джилоана Хамада в клуб з контрактом, який повинен був діяти до 2017 року. Перехід відбувся 1 січня 2014 року, коли відкрилося трансферне вікно в Німеччині. Тієї ж весни зіграв 8 матчів за свою нову команду.
Отримавши серйозну травму під час оренди в «Стандарді» в 2015 році, повернувся в «Гоффенхайм» у матчі Бундесліги проти «Баєра» з Леверкузена 23 січня 2016 року, коли відзначився першим голом внічию 1:1.

### «Стандард» (Льєж)
Наприкінці січня 2015 року його віддали в оренду до представника вищого дивізіону бельгійського чемпіонату «Стандард» (Льєж) до завершення сезону 2014/15 років. Зіграв 6 матчів, в яких відзначився 1 голом, наприкінці березня 2015 року отримав травму коліна, через що пропустив решту сезону.

### «Гаммарбю»
7 лютого 2017 року повернувся на батьківщину й підписав 2-річний контракт (з можливістю подальшого прододвження) зі столичним «Гаммарбю». Джиолан відзначився двома голами в трьох матчах, коли «Гаммарбю» вилетів за підсумками групового етапу Кубку Швеції 2016. 3 квітня, в матчі першого туру Аллсвенскану 2017, відзначився головою передачею на Ромуло в програному (1:2) виїзному поєдинку проти «Норрчепінга». 14 травня відзначився двома голами в переможному (2:1) поєдинку проти «Гальмстада». Хамад відзначився першим домашнім голом на Теле2 Арена 13 серпня 2017 року (з пенальті) в нічийному (2:2) поєдинку проти «Естерсунда».

### «Інчхон Юнайтед»
29 січня 2019 року Джиолан підписав контракт з «Інчхон Юнайтед», який виступав К-Ліги 1. 23 липня 2019 року домовився про дострокове розірвання контракту зі згодою сторін.

### «Гориця»
14 серпня 2019 року підсилив хорватський клуб «Гориця», з яким підписав 2-річний контракт.

## Кар'єра в збірній
Народившись в Азербайджані, отримав право на міжнародному рівні представляти Азербайджан, Швецію або Ірак.

### Молодіжна збірна Швеції
Виступав (у тому числі інколи як капітан) за молодіжну збірну Швеції. 7 вересня 2010 року відзначився голом на останній хвилині переможного (1:0) виїзного поєдинку проти Болгарії у кваліфікації молодіжного чемпіонату Європи 2011 року. На початку 2011 року Джиолан заявив, що відхилив пропозицію головного тренера збірної Азербайджану Берті Фогтса виступати за країну свого народження.

### Швеція
Хамадва вперше викликали до табору збірної Швеції на січневому тренувальному зборі 2011 року і під час цього туру зіграв свій перший матч за збірну. 19 січня 2011 року дебютував за шведську збірну в поєдинку проти національної збірної Ботсвани. У січні 2012 року знову отримав виклик на щорічний тренувальний збір національної збірної Швеції. На цей збір виклик отримали найсильніші гравці шведського та інших скандинавських чемпіонатів. 14 листопада Джиолана знову викликали на товариський матч проти Англії, але гравець на футбольне поле так і не вийшов, пічля чого отримав виклик на зимове турне в 2013 році.
У січні 2018 року, після 5-річної перерви, знову отримав запрошення до складу збірної Швеції. Повернувся на футбольне поле у футболці шведської збірної в нічийному (1:1) поєдинку проти Естонії. Декілька експертів високо оцінили гру Джиолана та визнали його найкращим гравцем матчу.

### Ірак
У жовтні 2018 року Хамад отримав виклик до національної збірної Іраку, хоча сам футболіст відмовився давати коментарі з цього приводу. У грудні 2018 року його не викликали до табору збірної Швеції. 26 лютого 2019 року Хамад оголосив, що представлятиме збірну Іраку і «допоможе команді досягти нових вершин з лютого 2019 року» й у майбутньому.

## Статистика виступів

### Клубна
Станом на 14 листопада 2018
| Клуб                             | Сезон             | Ліга  | Ліга | Кубок | Кубок | Континентальні | Континентальні | Загалом | Загалом |
| Клуб                             | Сезон             | Матчі | Голи | Матчі | Голи  | Матчі          | Голи           | Матчі   | Голи    |
| -------------------------------- | ----------------- | ----- | ---- | ----- | ----- | -------------- | -------------- | ------- | ------- |
| «Форвард»                        | 2006              | 0     | 0    | 0     | 0     | —              | —              | 0       | 0       |
| «Форвард»                        | 2007              | 23    | 8    | 0     | 0     | —              | —              | 23      | 8       |
| «Форвард»                        | Загалом           | 23    | 8    | 0     | 0     | —              | —              | 23      | 8       |
| «Мальме»                         | 2008              | 1     | 0    | 2     | 0     | —              | —              | 3       | 0       |
| «Мальме»                         | 2009              | 20    | 2    | 0     | 0     | —              | —              | 20      | 2       |
| «Мальме»                         | 2010              | 27    | 3    | 2     | 0     | —              | —              | 29      | 3       |
| «Мальме»                         | 2011              | 20    | 3    | 1     | 1     | 11             | 2              | 32      | 6       |
| «Мальме»                         | 2012              | 30    | 6    | 1     | 0     | —              | —              | 31      | 6       |
| «Мальме»                         | 2013              | 28    | 8    | 3     | 1     | 6              | 2              | 37      | 11      |
| «Мальме»                         | Загалом           | 126   | 22   | 9     | 2     | 17             | 4              | 152     | 28      |
| «Гоффенгайм 1899»                | 2013–14           | 7     | 0    | 1     | 0     | —              | —              | 8       | 0       |
| «Гоффенгайм 1899»                | 2014–15           | 1     | 0    | 0     | 0     | —              | —              | 1       | 0       |
| «Гоффенгайм 1899»                | 2015–16           | 7     | 1    | 0     | 0     | —              | —              | 7       | 1       |
| «Гоффенгайм 1899»                | 2016–17           | 0     | 0    | 0     | 0     | —              | —              | 0       | 0       |
| «Гоффенгайм 1899»                | Загалом           | 15    | 1    | 1     | 0     | 0              | 0              | 16      | 1       |
| «Гоффенгайм 1899 II» (фарм-клуб) | 2013–14           | 1     | 0    | 0     | 0     | —              | —              | 1       | 0       |
| «Гоффенгайм 1899 II» (фарм-клуб) | 2014–15           | 2     | 0    | 0     | 0     | —              | —              | 2       | 0       |
| «Гоффенгайм 1899 II» (фарм-клуб) | 2015–16           | 2     | 0    | 0     | 0     | —              | —              | 2       | 0       |
| «Гоффенгайм 1899 II» (фарм-клуб) | 2016–17           | 1     | 0    | 0     | 0     | —              | —              | 1       | 0       |
| «Гоффенгайм 1899 II» (фарм-клуб) | Загалом           | 6     | 0    | 0     | 0     | 0              | 0              | 6       | 0       |
| «Стандард» (оренда)              | 2014–15           | 6     | 1    | 0     | 0     | —              | —              | 6       | 1       |
| «Стандард» (оренда)              | Загалом           | 6     | 1    | 0     | 0     | 0              | 0              | 6       | 1       |
| «Гаммарбю»                       | 2017              | 25    | 4    | 4     | 2     | —              | —              | 29      | 6       |
| «Гаммарбю»                       | 2018              | 29    | 11   | 4     | 2     | —              | —              | 33      | 13      |
| «Гаммарбю»                       | Загалом           | 54    | 15   | 8     | 4     | 0              | 0              | 62      | 19      |
| Усього за кар'єру                | Усього за кар'єру | 230   | 47   | 18    | 6     | 17             | 4              | 265     | 57      |

### У збірній
Станом на 11 січня 2018
| Національна збірна | Рік     | Матчі | Голи |
| ------------------ | ------- | ----- | ---- |
| Швеції             | 2011    | 2     | 0    |
| Швеції             | 2012    | 2     | 0    |
| Швеції             | 2013    | 2     | 0    |
| Швеції             | 2018    | 2     | 0    |
| Загалом            | Загалом | 8     | 0    |

## Досягнення
«Мальме»
- Чемпіон Швеції (2): 2010, 2013
- Володар Суперкубка Швеції: 2013

Особисті досягнення
- Найкращий півзахисник Аллсвенскан: 2013
- Гравець місяця Аллсвенскан: квітень 2018[29]